# (33010) Enricoprosperi
(33010) Enricoprosperi – planetoida z grupy pasa głównego asteroid okrążająca Słońce w ciągu 3 lat i 226 dni w średniej odległości 2,36 j.a. Została odkryta 11 marca 1997 roku w Pistoia Mountains Astronomical Observatory w San Marcello Pistoiese przez Luciano Tesiego i Gabriele Cattani. Nazwa planetoidy pochodzi od Enrico Prosperi (ur. 1954), właściciela Tuscan Osservatorio Castelmartini. Przed nadaniem nazwy planetoida nosiła oznaczenie tymczasowe (33010) 1997 EO30.